# Rosthalsad lövletare
Rosthalsad lövletare (Syndactyla ruficollis) är en fågel i familjen ugnfåglar inom ordningen tättingar.

## Utseende och läte
Rosthalsad lövletare är en 18 cm lång ljust beige- och rostfärgad ugnfågel. Rostbrunt på hjässan övergår i kanelbrunt på ovansidan. Även vingarna är roströda, liksom stjärten. På huvudet syns rostbeige ögonbrynsstreck och sotfärgade halssidor och ögonstreck. Örontäckarna är grå, liksom i ett område under ögat, med vita teckningar. Strupen är kanelbeige, mer bjärt på sidorna. Resten av undersidan är olivbrun, med oregelbunden beigefärgad streckning på bröstet. Sången består av en serie hårda och nasala toner som startar långsamt för senare accelerera. Även vassa "ank" kan höras.

## Utbredning och systematik
Rosthalsad lövletare behandlas antingen som monotypisk eller delas in i två underarter med följande utbredning:
- Syndactyla ruficollis celicae – förekommer i Anderna i sydvästligaste Ecuador (Loja)
- Syndactyla ruficollis ruficollis – förekommer i Anderna i nordvästra Peru (Piura, Cajamarca och Lambayeque)

## Status
Trots det begränsade utbredningsområdet och att den tros minska i antal anses beståndet vara livskraftigt av internationella naturvårdsunionen IUCN.  Populationen uppskattas till mellan 12 000 och 20 000 vuxna individer.